# バローレンズ

バローレンズの構成。対物レンズAからの光線は、バローレンズBが無い場合には赤線・ある場合では緑線のように屈折する

バローレンズ（英語: Barlow lens）とは、イギリス人数学者・光学者のピーター・バーローが考案・命名したレンズ構成、またはレンズ構成を組み込んだ装置。光学系に組み込んだ場合、焦点距離を延長させる作用がある。天体望遠鏡の高倍率観測などに用いられる。バーローレンズと呼ばれることもある。

## 利用
天体望遠鏡に用いる場合には、接眼レンズのすぐ手前に配置して用いる。このため、対物レンズからの光の入射角が小さくなり、焦点距離が伸びたのと同じになり、拡大率が上がる。このため、対象を強拡大する必要があるような場合に用いる。ただし、拡大率が上がっても、得られる像の分解能が向上するわけではない（必要以上に拡大してもボケてしまい、精細な部分は見えてこない）ことに留意する必要がある。
望遠鏡に用いるために市販されているものは、拡大率（焦点距離延長倍率）2倍や3倍のものが一般的である。
なお、長焦点接眼レンズの覗き込みやすさ（ハイアイポイント）という利点を生かしつつ、短焦点化を行うために、バローレンズのレンズ構成を接眼レンズに組み込んだものも存在している。このような使い方をした場合、接眼レンズ内のバローレンズ構成のことをスマイスレンズと呼ぶことがある。